# Episodi di Blue Jeans (sesta stagione)
La sesta e ultima stagione della serie televisiva Blue Jeans, composta da 22 episodi, è andata in onda negli Stati Uniti sul canale ABC dal 23 settembre 1992 al 12 maggio 1993.
| n° | Titolo originale                           | Titolo italiano              | Prima TV USA      | Prima TV Italia |
| -- | ------------------------------------------ | ---------------------------- | ----------------- | --------------- |
| 1  | Homecoming                                 |                              | 23 settembre 1992 |                 |
| 2  | Fishing                                    | A pesca                      | 30 settembre 1992 |                 |
| 3  | Scenes from a Wedding                      | Un matrimonio particolare    | 7 ottobre 1992    |                 |
| 4  | Sex and Economics                          | La signorina Farmer          | 14 ottobre 1992   |                 |
| 5  | Politics as Usual                          | Le votazioni presidenziali   | 21 ottobre 1992   |                 |
| 6  | White Lies                                 | Io e Winnie                  | 28 ottobre 1992   |                 |
| 7  | Wayne and Bonnie                           | L'amore di Wayne             | 11 novembre 1992  |                 |
| 8  | Kevin Delivers                             | Il ristorante cinese         | 25 novembre 1992  |                 |
| 9  | The Test                                   | I rischi                     | 9 dicembre 1992   |                 |
| 10 | Let Nothing You Dismay                     | Un buon Natale               | 16 dicembre 1992  |                 |
| 11 | New Years                                  |                              | 6 gennaio 1993    |                 |
| 12 | Alice in Autoland                          | Donne e motori               | 13 gennaio 1993   |                 |
| 13 | Ladies and Gentlemen... The Rolling Stones | I Rolling Stones             | 20 gennaio 1993   |                 |
| 14 | Unpacking                                  | La nostra strada             | 3 febbraio 1993   |                 |
| 15 | Hulk Arnold                                | Il wrestling                 | 10 febbraio 1993  |                 |
| 16 | Nose                                       | Avere naso                   | 24 febbraio 1993  |                 |
| 17 | Eclipse                                    | L'eclissi                    | 17 marzo 1993     |                 |
| 18 | Poker                                      | Il poker                     | 24 marzo 1993     |                 |
| 19 | The Little Women                           | Uomini e donne               | 31 marzo 1993     |                 |
| 20 | Reunion                                    | Viaggio nel passato di Norma | 28 aprile 1993    |                 |
| 21 | Summer                                     | Alla ricerca di se stessi    | 12 maggio 1993    |                 |
| 22 | Independence Day                           | La parata del 4 Luglio       | 12 maggio 1993    |                 |